# 宮田敬子
宮田 敬子（みやた けいこ、1977年7月9日 - ）は、日本のフリーアナウンサー。東北放送 (TBC) のラジオパーソナリティで、同局の元アナウンサー。

## 来歴
東京都出身。
大学を卒業後、2000年に東北放送に入社。アナウンス部に配属され、それから半年後に『TBCニュースウェーブ』のサブキャスターに起用された。アナウンス部には2007年まで在籍した。
フリーに転じてからは、引き続き東北放送の番組に出演する一方で東日本放送 (khb) の番組にも出演している。また、東北放送の関連会社が運営する『tbcアナウンスコミュニケーションスクール』の講師も務めている。

## 人物
結婚後、夫の兄を通じて元CBCアナウンサーの原元美紀と義理の姉妹になった（原元の夫と宮田の夫が兄弟）。

## 担当番組

### テレビ番組
- TBCニュースウェーブ（東北放送）
- ニュースの森 TBC（東北放送）
- ウォッチン!みやぎ（東北放送） - 木曜・金曜MC（2003年度）
- イブニングニュースTBC（東北放送）
- ウォッチン!プラス 絆みやぎ（東北放送） - リポーター
- 突撃!ナマイキTV（東日本放送） - 月曜『デパスパ一番のり』リポーター[6]

### ラジオ番組
- TOP POP RUSH!!（TBCラジオ）[1]
- COLORS（TBCラジオ）（2003年度、2009年度 - 2014年度）
- ミュージックメール（TBCラジオ）[7]
- サンデーパーキング（TBCラジオ）
- Chewin' Jam（TBCラジオ）
- Sunday Soundscape（TBCラジオ）
- セブンイレブン七色通信（TBCラジオ） - セブン-イレブンの商品を生出演で紹介（2017年12月 - ）
- Groovy Music Sunday（TBCラジオ）[8]